# Mačevanje na OI 1928.
Mačevanje na OI 1928. u Amsterdamu održavalo se od 17. svibnja do 12. kolovoza. Održano je u šest disciplina za muškarce: floret pojedinačno i momčadski, sablja pojedinačno i momčadski te mač pojedinačno i momčadski i jedna disciplina za žene: floret pojedinačno. Sudjelovalo je 259 natjecatelja (232 muškarca i 27 žena) iz 27 zemalja.

## Natjecanje

### Muškarci
| Disciplina         | Zlato | Srebro                                                                                     | Bronca                                                                                              |
| Mač pojedinačno    | Lucien Gaudin                                                                                              | Georges Buchard                                                                            | George Calnan                                                                                       |
| Mač momčadski      | Giulio Basletta Marcello Bertinetti Giancarlo Cornaggia-Medici Carlo Agostoni Renzo Minoli Franco Riccardi | Géo Buchard Gaston Amson Émile Cornic Bernard Schmetz René Barbier                         | Paulo Leal Mário de Noronha Jorge de Paiva Frederico Paredes João Sassetti Henrique da Silveira     |
| Floret pojedinačno | Lucien Gaudin                                                                                              | Erwin Casmir                                                                               | Giulio Gaudini                                                                                      |
| Floret momčadski   | Ugo Pignotti Giulio Gaudini Giorgio Pessina Gioachino Guaragna Oreste Puliti Giorgio Chiavacci             | Philippe Cattiau Roger Ducret André Labattut Lucien Gaudin Raymond Flacher André Gaboriaud | Roberto Larraz Raul Anganuzzi Luis Lucchetti Hector Lucchetti Carmelo Camet                         |
| Sablja pojedinačno | Odön Tersztyánszky                                                                                         | Attila Petschauer                                                                          | Bino Bini                                                                                           |
| Sablja momčadski   | Ödön von Tersztyánszky János Garay Attila Petschauer József Rády Sándor Gombos Gyula Glykais               | Bino Bini Oreste Puliti Giulio Sarrocchi Renato Anselmi Emilio Salafia Gustavo Marzi       | Adam Papée Tadeusz Friedrich Kazimierz Laskowski Władysław Segda Aleksander Małecki Jerzy Zabielski |

### Žene
| Disciplina         | Zlato        | Srebro         | Bronca       |
| Floret pojedinačno | Helene Mayer | Muriel Freeman | Olga Oelkers |

## Države sudionice
259 natjecatelja iz 27 država natjecalo se na Olimpijskim igrama u Amsterdamu:
- Argentina (9)
- Austrija (6)
- Belgija (21)
- Bugarska (2)
- Čehoslovačka (7)
- Čile (6)
- Danska (10)
- Egipat (8)
- Finska (2)
- Francuska (20)
- Grčka (5)
- Italija (18)
- Kraljevina Jugoslavija (2)
- Mađarska (17)
- Meksiko (2)
- Nizozemska (20)
- Norveška (5)
- Njemačka (13)
- Poljska (6)
- Portugal (7)
- Rumunjska (8)
- SAD (16)
- Španjolska (9)
- Švedska (8)
- Švicarska (9)
- Turska (4)
- Ujedinjeno Kraljevstvo (19)

## Medalje
| Br. | Država                 | Zlato | Srebro | Bronca | Ukupno |
| 1   | Francuska              | 2     | 3      | 0      | 5      |
| 2   | Italija                | 2     | 1      | 2      | 5      |
| 3   | Mađarska               | 2     | 1      | 0      | 3      |
| 4   | Njemačka               | 1     | 1      | 1      | 3      |
| 5   | Ujedinjeno Kraljevstvo | 0     | 1      | 0      | 1      |
| 6   | Argentina              | 0     | 0      | 1      | 1      |
| 6   | Poljska                | 0     | 0      | 1      | 1      |
| 6   | Portugal               | 0     | 0      | 1      | 1      |
| 6   | SAD                    | 0     | 0      | 1      | 1      |